# Stodolniki (rejon oszmiański)
Stodolniki (biał. Стадольнікі; ros. Стодольники) − wieś na Białorusi, w obwodzie grodzieńskim, w rejonie oszmiańskim, w sielsowiecie Kolczuny.

## Historia
W czasach zaborów folwark w gminie Graużyszki, w powiecie oszmiańskim, w guberni wileńskiej Imperium Rosyjskiego. W 1866 należał do Jakowskiego, w 1 domu zamieszkiwało 16 osób. W 1905 roku wymieniono wieś, zaścianek i folwark. Wieś liczyła 55 mieszkańców, zaścianek – 5 mieszkańców (własność Szołodkiewicza) i folwark – 34 mieszkańców (własność Szołodkiewicza).
W latach 1921–1945 wieś i folwark leżały w Polsce, w województwie wileńskim, w powiecie oszmiańskim, w gminie Graużyszki.
W 1931 wieś w 11 domach zamieszkiwały 54 osoby, folwark w 5 domach – 30 osób.
Wierni należeli do parafii rzymskokatolickiej w Graużyszkach. Miejscowość podlegała pod Sąd Grodzki w Holszanach i Okręgowy w Wilnie; właściwy urząd pocztowy mieścił się w Graużyszkach.